# 湯瀬裕昭
湯瀬 裕昭（ゆぜ ひろあき、1963年2月 - ）は、日本の教育者、計算機科学者（情報教育・防災情報システム・福祉情報工学）。学位は博士（学術）（東北学院大学・2008年）。静岡県立大学情報センターセンター長・経営情報学部学部長（第14代）・静岡県立大学大学院経営情報イノベーション研究科附属ICTイノベーション研究センターセンター長（第2代）・経営情報学部教授・大学院経営情報イノベーション研究科教授・島田ICTコンソーシアム会長。
秋田県立西目高等学校教諭、静岡県立大学経営情報学部助教授、静岡県立大学経営情報学部准教授などを歴任した。

## 来歴

### 生い立ち
1963年生まれ。秋田大学に進学し、鉱山学部の電子工学科にて電子工学を学んだ。1986年、秋田大学を卒業した。大学卒業後は、そのまま秋田大学の大学院に進学した。1988年、鉱山学研究科の修士課程を修了し、修士の学位を取得した。

### 教育者として
秋田大学の大学院修了後、秋田県立西目高等学校に勤務する。秋田県立西目高等学校では、電子機械科の教諭として勤務し、主として専門科目を担当した。1991年まで秋田県立西目高等学校にて教鞭を執り、退職した。

### 情報工学者として

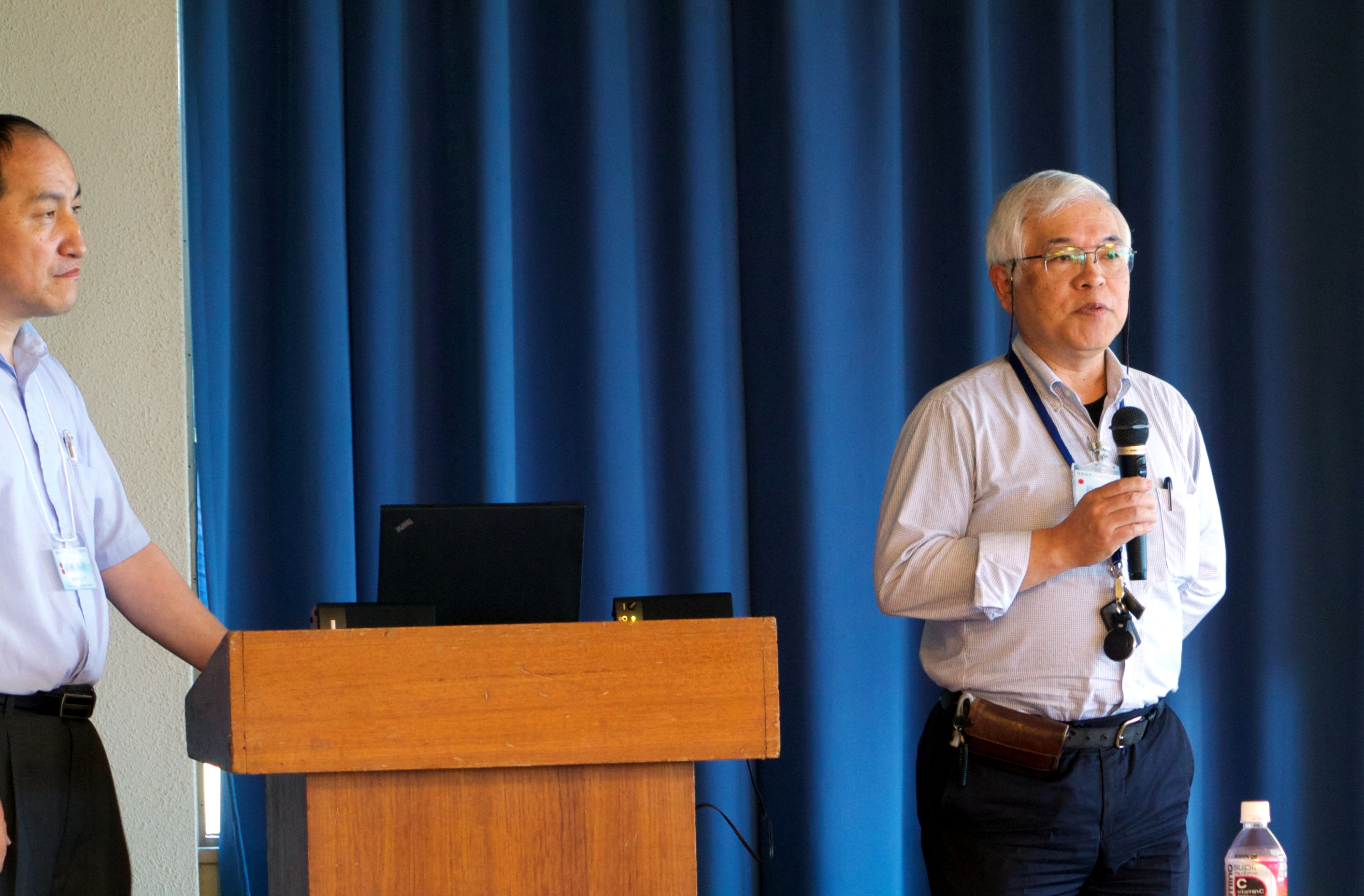
2012年8月22日、情報教育シンポジウムにて静岡県立大学経営情報学部教授鈴木直義（右）と

1991年に静岡県立大学に転じ、経営情報学部にて助手として勤務した。主として、経営情報学科の講義を担当した。1996年、静岡県立大学の経営情報学部にて、助手から講師に昇任した。2002年には、同じく静岡県立大学の経営情報学部にて、講師から助教授に昇任している。また、「学校教育法の一部を改正する法律」にともない、2007年に助教授から准教授に職位が変更された。また、静岡県立大学の大学院では、経営情報イノベーション研究科にて、経営情報イノベーション専攻の准教授を兼務した。なお、経営情報イノベーション研究科の前身である経営情報学研究科でも経営情報学専攻の准教授を兼務していたが、同研究科は在学中の院生が修了予定の2012年3月までは存続するため、その間はそちらの准教授も同時に兼務した。その後、静岡県立大学の経営情報学部にて、経営情報学科の教授を務めた。また、静岡県立大学の大学院では、経営情報イノベーション研究科にて、経営情報イノベーション専攻の教授を兼務した。そのほか、斉藤和巳の後任として、附属ICTイノベーション研究センターのセンター長を兼務した。池田哲夫の後任として、2017年より情報センターのセンター長を兼務した。武藤伸明の後任として、2022年6月より経営情報学部の学部長を兼務した。
その間、1996年の1月から3月にかけて、イギリスのバッキンガムシャー州に本拠を置くオープン大学にて、客員研究員に就任した。また、1996年から2001年にかけて、静岡精華短期大学にて非常勤講師を務めた。2002年からは、静岡英和学院大学にて非常勤講師を務めていた。2008年には、東北学院大学の大学院にて、人間情報学研究科の博士後期課程を修了した。それにともない、博士（学術）の学位を取得した。学位論文の題は 「分散環境を利用した知的協調作業支援に関する研究」。

## 研究
専門は工学の中でも情報工学に関する分野である。特に、情報教育や、防災情報システム、福祉情報工学といった領域を中心に研究している。具体的な取り組みとしては、遠隔講義システムや災害情報共有システム、さらに、発想支援システムの開発などを行っている。
東北地方太平洋沖地震においては、岩手県立大学ソフトウェア情報学部教授の柴田義孝とともに、被災地の通信インフラストラクチャーの復旧、改善に取り組んでいる。柴田と連携し、固定電話や携帯電話などの通信網が寸断された岩手県宮古市において、インターネットに接続でいる環境を整えるなど、支援活動を展開している。
なお、2019年度の教員活動評価にて特に高く評価され、2020年に静岡県立大学学長表彰を受けた。

## 略歴
- 1963年2月 - 誕生。
- 1986年3月 - 秋田大学鉱山学部卒業。
- 1988年3月 - 秋田大学大学院鉱山学研究科修士課程修了。
- 1988年4月 - 秋田県立西目高等学校電子機械科教諭。
- 1991年4月 - 静岡県立大学経営情報学部助手。
- 1996年1月 - オープン大学客員研究員。
- 1996年4月 - 静岡県立大学経営情報学部講師。
- 1996年4月 - 静岡精華短期大学非常勤講師。
- 2002年4月 - 静岡英和学院大学非常勤講師。
- 2002年8月 - 静岡県立大学経営情報学部助教授。
- 2007年4月 - 静岡県立大学経営情報学部准教授。
- 2007年4月 - 静岡県立大学大学院経営情報学研究科准教授。
- 2008年3月 - 東北学院大学大学院人間情報学研究科博士後期課程修了。
- 2011年4月 - 静岡県立大学大学院経営情報イノベーション研究科准教授。
- 2014年4月 - 静岡県立大学経営情報学部教授。
- 2014年4月 - 静岡県立大学大学院経営情報イノベーション研究科教授。
- 2015年4月 - 静岡県立大学大学院経営情報イノベーション研究科附属ICTイノベーション研究センターセンター長。
- 2017年4月 - 静岡県立大学情報センターセンター長。
- 2021年4月 - 常葉大学非常勤講師。
- 2022年6月 - 静岡県立大学経営情報学部学部長。

## 賞歴
- 2020年 - 静岡県立大学学長表彰[11]。